# Стойкович, Лука
Лу́ка Сто́йкович (хорв. Luka Stojković; род. 28 октября 2003, Загреб) — хорватский футболист, полузащитник загребского «Динамо».

## Клубная карьера
Стойкович — воспитанник клуба «Локомотива». 3 апреля 2021 года в матче против «Хайдука» он дебютировал в чемпионате Хорватии. 16 апреля 2022 года в поединке против «Риеки» Лука забил свой первый гол за «Локомотива».
22 августа 2023 года Стойкович подписал контракт с футбольным клубом «Динамо Загреб». 24 августа 2023 года в матче квалификации Лиги Европы против «Спарты» (3:1) он дебютировал за новый клуб, выйдя на замену на 65-й минуте. В конце августа Стойкович получил надрыв крестообразной связки колена. 26 мая 2024 года в матче ХФЛ против «Рудеша» (3:3) хорват впервые после травмы появился на поле, выйдя на замену на 72-й минуте.
17 сентября 2024 года Лука Стойкович дебютировал в Лиге Чемпионов, выйдя на замену на второй тайм в матче против «Баварии» (9:2). 19 октября 2024 года в матче ХФЛ против клуба «Истра 1961» (2:2) полузащитник отметился первым результативным действием за «Динамо», отдав голевую передачу на Арияна Адеми. 25 января 2025 года в матче против «Истры 1961» (3:1) Стойкович забил дебютный гол за «Динамо» (Загреб).

## Карьера в сборной
Выступал за юношеские и молодёжные сборные Хорватии. Участник молодёжного чемпионата Европы 2023 года, где Хорватия не вышла из группы. Стойкович принял участие в двух матчах на турнире.

## Статистика
| Выступление      | Выступление      | Выступление      | Чемпионат | Чемпионат | Кубки | Кубки | Еврокубки | Еврокубки | Итого | Итого |
| Клуб             | Лига             | Сезон            | Игры      | Голы      | Игры  | Голы  | Игры      | Голы      | Игры  | Голы  |
| ---------------- | ---------------- | ---------------- | --------- | --------- | ----- | ----- | --------- | --------- | ----- | ----- |
| Локомотива       | ХФЛ              | 2020/21          | 5         | 0         | 0     | 0     | —         | —         | 5     | 0     |
| Локомотива       | ХФЛ              | 2021/22          | 26        | 1         | 2     | 0     | —         | —         | 28    | 1     |
| Локомотива       | ХФЛ              | 2022/23          | 30        | 4         | 3     | 0     | —         | —         | 33    | 4     |
| Локомотива       | ХФЛ              | 2023/24          | 4         | 2         | 0     | 0     | —         | —         | 4     | 2     |
| Локомотива       | Итого            | Итого            | 65        | 7         | 5     | 0     | —         | —         | 70    | 7     |
| Динамо (Загреб)  | ХФЛ              | 2023/24          | 1         | 0         | 0     | 0     | 1         | 0         | 2     | 0     |
| Динамо (Загреб)  | ХФЛ              | 2024/25          | 23        | 4         | 3     | 0     | 6         | 0         | 32    | 4     |
| Динамо (Загреб)  | Итого            | Итого            | 24        | 4         | 3     | 0     | 7         | 0         | 34    | 4     |
| Всего за карьеру | Всего за карьеру | Всего за карьеру | 89        | 11        | 8     | 0     | 7         | 0         | 104   | 11    |

1. ↑  Лига Чемпионов УЕФА, Квалификация Лиги Европы УЕФА.